# 伸芽会
株式会社伸芽会（しんがかい、英: Shingakai Co., Ltd.）は、1956年4月に設立された小学校受験および幼稚園受験向けの学習塾（いわゆるお受験・入学試験対策向けの幼児教室）を運営している企業である。株式会社リソー教育の子会社の一つ。

2011年3月からは保育所・学童保育事業も行っている。
杭州伸芽会教育科技有限公司、上海伸芽会教育科技有限公司など、似た名前の企業が中国に複数存在するが無関係である。

## 概要
創業者および初代社長は大堀秀夫。
大堀が1975年に「財団法人 伸芽会育英財団」（現、公益財団法人 大堀秀夫記念育英財団）を設立すると、その東京連絡所も担っていた。
2003年1月、会社分割を行い財団の事務業務、所有していた不動産管理業務などを別会社に移譲。同年、学習塾事業のみとなった伸芽会はリソー教育の子会社になった。

大堀はその後現場から身を引き理事長となったが、2004年10月に死去した。
2021年4月、コナミスポーツ株式会社と業務提携を行い、主に首都圏において学童施設の展開を強めている。
2022年3月、親会社のリソー教育および子会社の伸芽会と、株式会社Kids Smile Holdingsおよび子会社のKids Smile Projectの四社間で資本業務提携を実施。2015年の段階で既に子会社間で業務提携は行っていたものの、さらに親会社間で資本提携を行い、より踏み込んだ関係となっている。
2024年、親会社のリソー教育がヒューリック株式会社の子会社となったことを受け、伸芽会も同じく傘下入りしている。
大堀は生前、生徒だけでなく指導者の育成にも力を入れており、大堀亡き後は教え子にあたる指導者たちが教鞭をとっている。

幼児教室「にっけん日本教育研究所」の小野忠男、「幼児教室めぇでる」の藤本紀元、洋画家の岡崎洋児など、独立して新たに幼児教室などを興した者も多い。

## 出版物
受験関連・教育関連書籍を多数取り扱っており、一部の商品を除いて一般書店・ネット書店などで購入することができる。

「伸芽会出版部」名義のほか、「伸芽会教育研究所」名義で出版しているものがある。
違法コピー品など海賊版には同業他社に比べて比較的厳しい態度で臨んでいる。
- 主な受験関連書籍
  - 小学校合格マニュアル
  - 有名小学校入試問題集
  - 有名小学校合格シリーズ 学校別入試問題集
  - オリジナル問題集（通称：赤本）
  - 有名小入試 項目別問題集「ステップナビ」
  - 有名幼稚園合格ガイド
  - みんなといっしょに「Do！ キッズワーク」

- 主な教育関連書籍
  - 伸芽会式子どもを伸ばす家庭教育「5つの力」
  - 9歳までの男の子の育て方
  - 慶應合格指南書
  - 伸芽会式「非認知能力」の伸ばし方

## ブランド

### 伸芽'Sクラブ
「伸芽'Sクラブ」（しんがーずくらぶ、英: Shinga'S Club）は、伸芽会が保育所・学童保育事業を展開する時のブランド名である。これらは認可外保育施設である。

名称の「S」は大文字、伸ばすところは「～」が正式なようだが、広告や各種媒体で揺らぎがあり統一されてはいない。
通常の保育だけでなく、様々な習い事や学習などをオプションで選ぶことができるのが特徴。
2019年7月、伸芽'Sクラブ学童部門が実用数学技能検定の団体賞金賞（一般団体部門）を受賞した。

### コナミスポーツ伸芽'Sアカデミー
「コナミスポーツ伸芽'Sアカデミー」（コナミスポーツしんがーずアカデミー）は、伸芽会とコナミスポーツ株式会社が業務提携し、設立した共同ブランドである。

コナミスポーツの施設内に伸芽'Sクラブ学童の校舎を展開し、学童施設の保育・学習と、スポーツクラブでの運動・スポーツを同時に利用できる。
2022年4月1日、「コナミスポーツ伸芽’Sアカデミー 品川校」を、コナミスポーツクラブ本店内に開校。
以後、順次展開されている。